# 에르민 비착치치
에르민 비착치치(보스니아어: Ermin Bičakčić, 1990년 1월 24일, 즈보르니크 ~ )는 보스니아 헤르체고비나의 축구 선수로, 현재 분데스리가 클럽 호펜하임과 보스니아 헤르체고비나 국가대표팀 소속이다. 주로 센터백을 담당하며, 라이트 백으로도 기용 가능하다.

## 클럽 경력
2010년 10월 27일, 비착치치는 켐니처와의 DFB-포칼 2010-11 2라운드 경기에서 슈투트가르트 1군 데뷔전을 치르었다. 2010년 12월 1일, 그는 영 보이즈와의 UEFA 유로파리그 경기 첫 출전을 기록하였다. 2010년 12월 19일, 그는 바이에른 뮌헨을 상대로 분데스리가 데뷔전을 치르었다.
2012년 1월 8일, 비착치치는 브라운슈바이크로 이적하였다. 2. 분데스리가 소속의 브라운슈바이크에서, 그는 주전을 꿰차는데 성공하였고, 2012년 2월부터 2013년 5월까지의 경기 중 단 1번의 리그 경기만을 결장하였다. 2012-13 시즌 2. 분데스리가가 종료된 후, 비착치치와 그의 팀은 분데스리가로 승격에 성공하였다.
2014년 5월 20일, 비착치치는 호펜하임과 계약하였다.

## 국가대표팀 경력
비착치치는 2008년 5월 16일에 독일 여권을 획득하였고, 2008년 5월 22일, 터키와의 경기에서 독일 U-18 국가대표팀 데뷔전을 치르었다. 2009년 4월 21일, 비착치치는 슬로베니아와의 보스니아 헤르체고비나 U-19 국가대표팀 경기에서 첫 경기 출전을 기록하였다. 21번째 생일이 지난 후, 비착치치는 독일 국적법에 부합하기 위해 보스니아 헤르체고비나 국적을 포기하였다. 2013년 6월, 그는 보스니아 헤르체고비나 시민권을 재획득하였고, 현재 이중국적을 지니고 있다. 2013년 7월, 그는 보스니아 헤르체고비나 성인 국가대표팀에 처음으로 차출되었고, 이후 미국과의 2013년 8월 14일 친선경기에서 데뷔하였다. 그는 2013년 9월 10일, 질리나에서 열린 슬로바키아와의 경기에서 국제경기 첫 골을 기록하였고, 경기는 2-1 승리로 끝났다.

### 국가대표팀 득점 기록
아래의 점수에서 왼쪽의 점수가 보스니아 헤르체고비나의 점수이다:
| #  | 날짜            | 경기장                       | 상대       | 점수 | 결과 | 대회                      |
| -- | --------------- | ---------------------------- | ---------- | ---- | ---- | ------------------------- |
| 1. | 2013년 9월 10일 | 슈타디온 포트 두브뇸, 질리나 | 슬로바키아 | 1–1  | 2–1  | 2014년 FIFA 월드컵 예선전 |